# تغذية المياه الجوفية

تغذية المياه الجوفية أو تصريف المياه العميق (بالإنجليزية: deep percolation)‏ أو إعادة تغذية المياه الجوفية (بالإنجليزية: Groundwater recharge)‏، هي عملية هيدرولوجية يتسرب فيها الماء من خلال التربة إلى ما وراء منطقة الجذور، ويمكن لهذه المياه أن تساهم في انتقال الملح من الطبقة السطحية. وتحدث التغذية بشكل طبيعي (من خلال دورة المياه) ومن خلال عمليات بشرية المنشأ (أي إعادة تغذية المياه الجوفية الاصطناعية)، حيث يتم توجيه مياه الأمطار أو المياه المستصلحة إلى الطبقة تحت السطحية.